# San Benito Abad
San Benito Abad – miasto w Kolumbii, w departamencie Sucre.